# Sverri Djurhuus
Sverri Djurhuus (11. juli 1920 i Kollafjørður – 18. oktober 2003 i Tórshavn) var en færøsk forfatter, der under 2. verdenskrig meldte sig frivillig til Waffen SS og var senere i Frikorps Danmark. Senere arbejdede han bl.a. som taxichauffør og bilmekaniker. Han var aktivt medlem af partiet Tjóðveldi (Republikanerne).

## Familiebaggrund
Sverri Djurhuus blev født i 1920 som søn af Sigvald Oliver Djurhuus og Anna Sofie Elisabeth (født Hansen) fra Miðvágur). Djurhuus slægten har stærke traditioner for at digte færøske kvad (folkeviser). Hans tipoldefar Jens Christian Djurhuus (1773-1853) var den første poet, der skrev digte på færøsk. Blandt andet balladen (kvadet) Ormurin langi, Leivskvæði og Sigmundskvæði yngra. Sverris Djurhuus' oldefar (Jens Christian Djurhuus søn) var den kendte digter Jens Hendrik Djurhuus (1799-1892), også kaldt Sjóvarbóndin, der bl.a. har digtet det færøske kvad Gudbrandskvæði.

## Forfatterskab
Sverri Djurhuus skrev bl.a. andet digte og noveller. Lívið er eittans er fortællinger om brydningen på Færøerne mellem bondekulturen fra den kongelige monopolhandels tid og fiskerbykulturen. I Lívsmyndir (Livsbilleder) indgår bl.a. en novelle, der handler om en 14-årig dreng som er på sin første tur med et fiskeskib og hans oplevelse med dårligt vejr på turen. Novellen har titlen "Fyrsta árið til skips"